# Dobasna
Dobasna (vitryska: Добасна) är ett vattendrag i Belarus. Det ligger i den centrala delen av landet, 200 km sydost om huvudstaden Minsk.
I omgivningarna runt Dobasna växer i huvudsak blandskog. Runt Dobasna är det ganska tätbefolkat, med 54 invånare per kvadratkilometer.